# ميهالي فارغا
ميهالي فارغا هو اقتصادي وسياسي مجري، ولد في 26 يناير 1965 في بودابست في المجر. نشط حزبياً في فيدس – الاتحاد المدني المجري. وقد انتخب عضو الجمعية الوطنية المجرية ‏ عن دائرة Budapest 4th constituency ‏ وقد انضم خلال فترته النيابية ‏ للكتلة البرلمانية فيدس – الاتحاد المدني المجري وفي الانتخابات البرلمانية المجرية 2014 ‏، انتخب عضو الجمعية الوطنية المجرية ‏ عن دائرة Budapest 4th constituency ‏ وقد انضم خلال فترته النيابية ‏ (6 مايو 2014 – ) للكتلة البرلمانية فيدس – الاتحاد المدني المجري وانتخب Minister of Finance (Hungary) ‏ (7 مارس 2013 – ).